# Bătrână cârpind (pictură de Nicolae Grigorescu)
Acest articol dezvoltă secțiunea Opera a articolului principal Nicolae Grigorescu.
Bătrână cârpind este o pictură realizată de pictorul român Nicolae Grigorescu la Barbizon în anul 1867. Pictura face parte din tematica chipurilor de bătrâne pe care artistul a început s-o trateze în creația sa în perioada 1867 - 1868. În această operă se pot vedea influențele lui Jean-François Millet, ea fiind cea mai valoroasă lucrare a pictorului român în care a fost înfățișată cel mai elocvent vestimenția femeilor de la țară a acelor vremuri din Franța.

## Tipologia chipurilor de bătrână în opera lui Nicolae Grigorescu
Chipurile de bătrâne au început să fie pictate de Nicolae Grigorescu începând din perioada anilor 1867 - 1868. Criticii de artă au considerat că toate aceste chipuri de femei în vârstă ar aminti de opera lui Jean-François Millet, însă George Oprescu a opinat că este o atribuire nedreaptă făcută pictorului francez. Oprescu a socotit că pictura este una cu totul personală, pe care Grigorescu a realizat-o într-un mod admirabil. Ceea ce s-a considerat a fi influență din partea lui Millet, ar fi cromatica veșmintelor care ocupă în acest tablou un rol de prim-plan. Oprescu a apreciat că tratarea elementelor descriptive ale modelului înfățișat este una remarcabilă și veșmintele sunt reprezentative pentru costumația țăranilor francezi din acea epocă, acestea nefiind în niciun caz proprii modelelor înfățișate de Millet în opera sa.
Lucrarea Bătrână cu gâștele a fost una din picturile la care Grigorescu a ținut cel mai mult, Dovadă sunt numeroasele schițe în creion pe care le-a făcut.
La fel de reușită este și pictura în ulei Bătrâna cu coșul. Se vede o simpatie umană nu numai prin desenul precis afișat, ci și în atitudinea nobilă, de statuă, care-i conferă naturalețe în gestică. Trăsăturile feței sunt de fapt o mască a decrepitudinii și coloritul cu o gamă largă de griuri a armonizat întreaga paletă. Similară este și lucrarea intitulată Bătrână cu sacul.

## Descrierea lucrării
La Școala de la Barbizon, Nicolae Grigorescu  nu a asimilat doar o manieră de picta, ci și o concepție și o anume atitudine asupra perspectivei vieții cât și rosturile artei. Plimbându-se prin pădurea Fontainebleau și prin împrejurimile satului Barbizon, el s-a regăsit pe sine și a putut să se exprime spre o autenticitate deplină, spre o simplitate evidentă, fără să pună vreo opreliște fondului sănătos cu care s-a afirmat. Pictorilor de aici le-a datorat calea pe tărâmurile artei pe care a urmat-o în întreaga sa carieră.
Influențele pe care Grigorescu le-a avut din partea lui Jean-François Millet se regăsesc în foarte multe lucrări pe care le-a realizat în această perioadă a dezvoltării sale ca artist. Acestea pot fi văzute în truda cotidiană a oamenilor profilați monumental în picturile pe care le-a făcut cu o adâncă reculegere sentimentală. Acolo, la Barbizon, pictorul român a înțeles că frumosul trebuie să-l caute în lumea interioară a oamenilor mai înainte de toate, sufletul cu multiplele lui fațete transfigurând și înnobilând orice alte aparențe. Bătrână cârpind a pornit de la motivul modest și umil, pe care artistul a știut să-l înfățișeze și să-l interpreteze cu o convingere și o poezie cu adevărat mișcătoare. Cromatica are o dominantă albastră, verde și roz, culori care par să comunice între ele, par să-și răspundă una alteia însuflețindu-se reciproc. Coloristica este mai complexă și mai bogată față de cum artistul a pictat până în acest an. Ea prefigurează timid marile opere peisagistice de mare transparență și luminozitate pe care pictorul le va crea în următorii ani.
George Oprescu a declarat că pictura cea mai valoroasă în care a fost înfățișată cel mai elocvent vestimenția acelor vremuri este Bătrână cârpind. Figura întreagă a bătrânei este fixată practic într-un peisaj. Artistul a mai încercat și în alte lucrări să reprezinte astfel de tematică, dar el nu a reușit niciodată să ajungă la acea armonie desăvârșită care se poate observa aici.
Bătrână cârpind a figurat ca exponat la Expoziția Societății Amicilor Belelor-Arte din România din anul 1873.

## Galerie

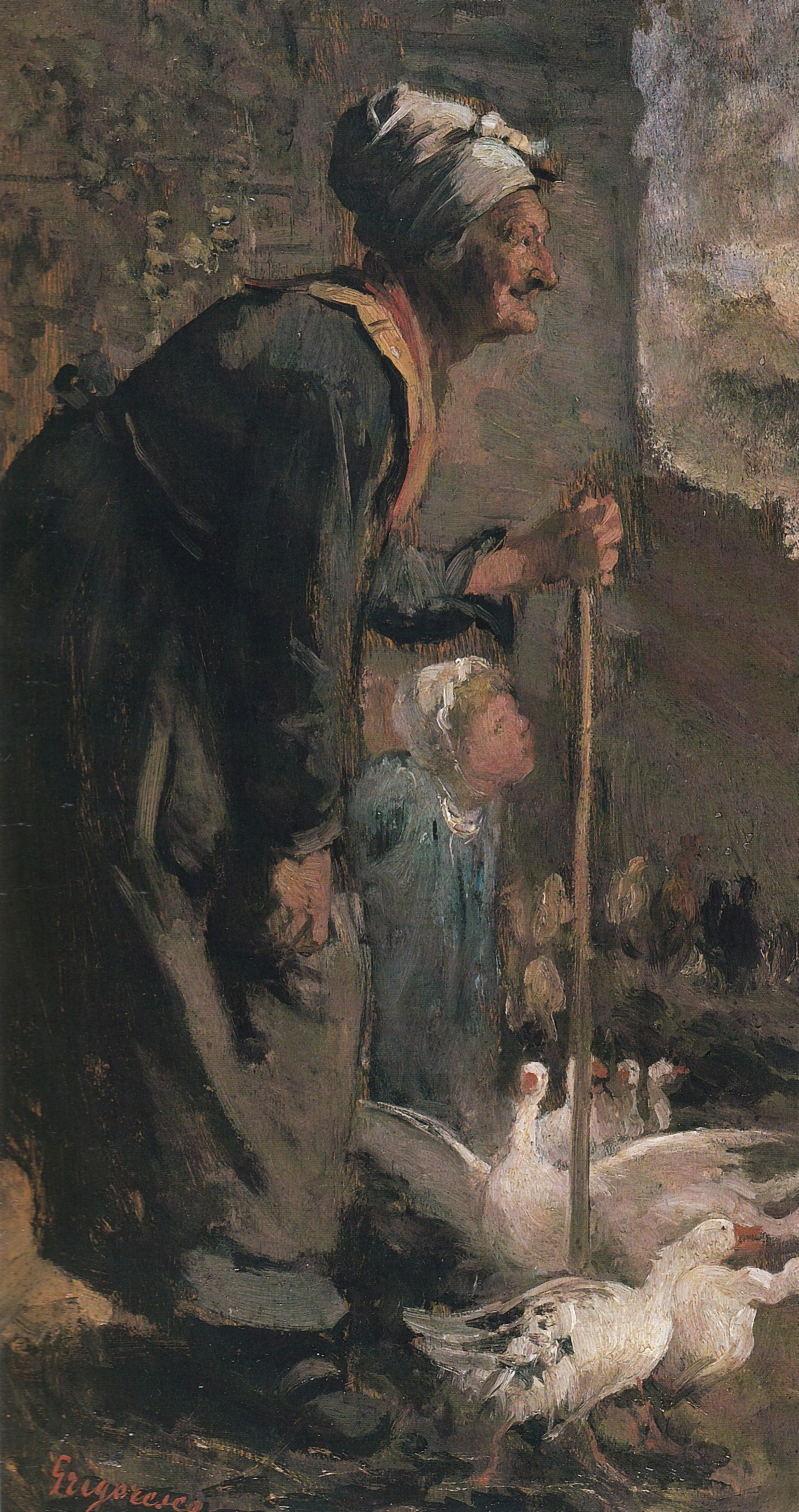
Bătrână cu gâștele
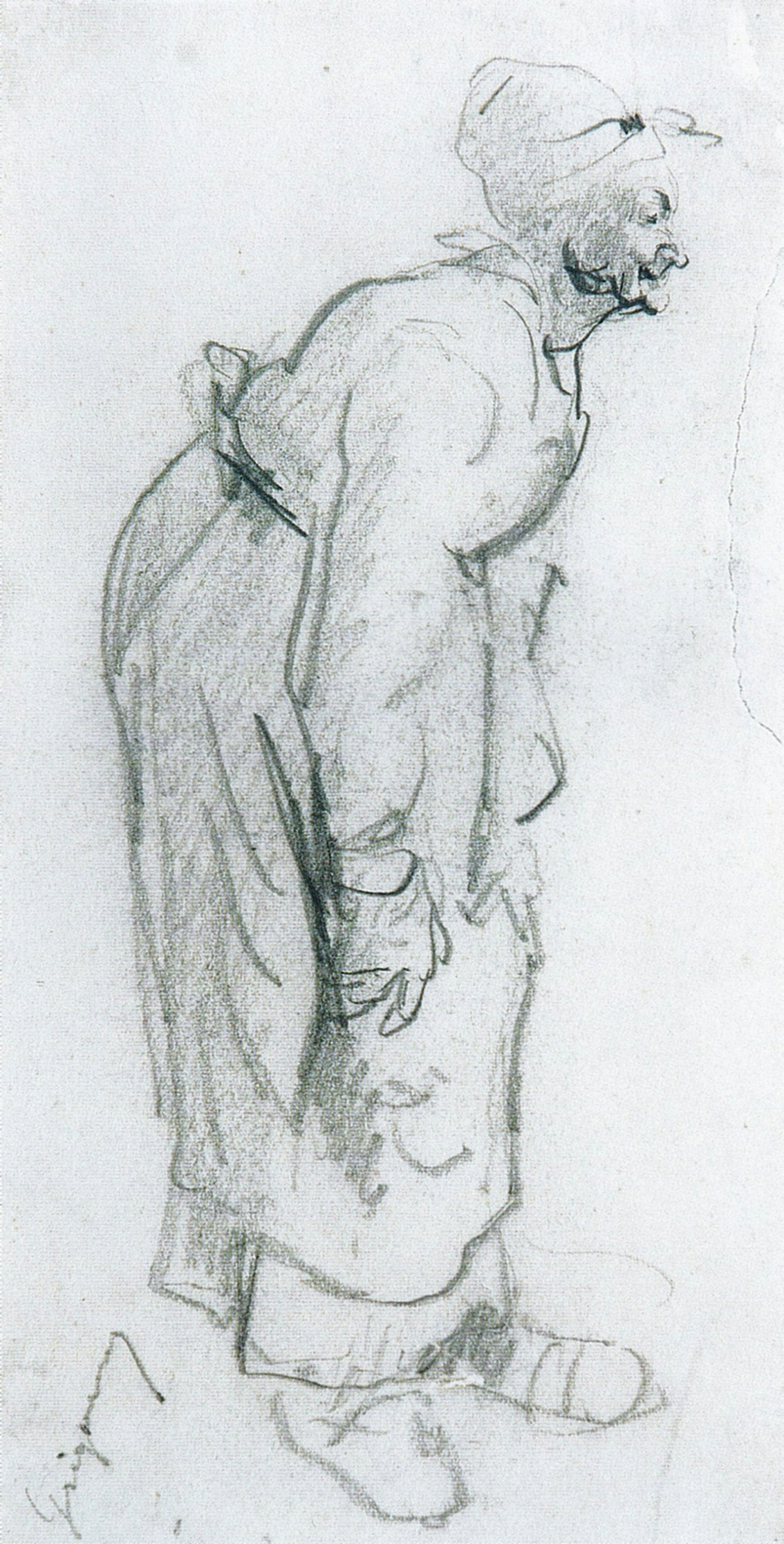
Studiu la Bătrână cu gâștele
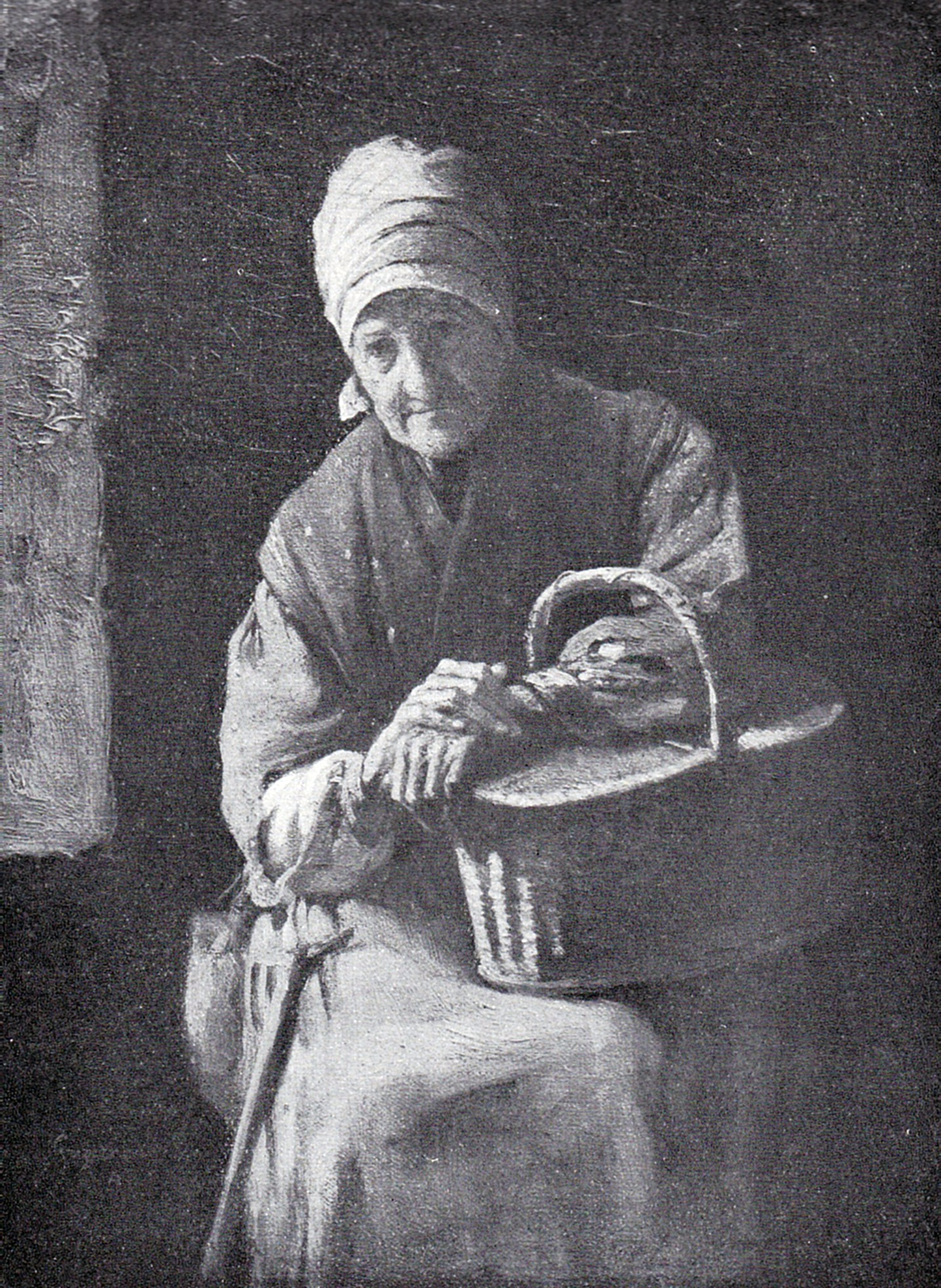
Bătrână cu coșul
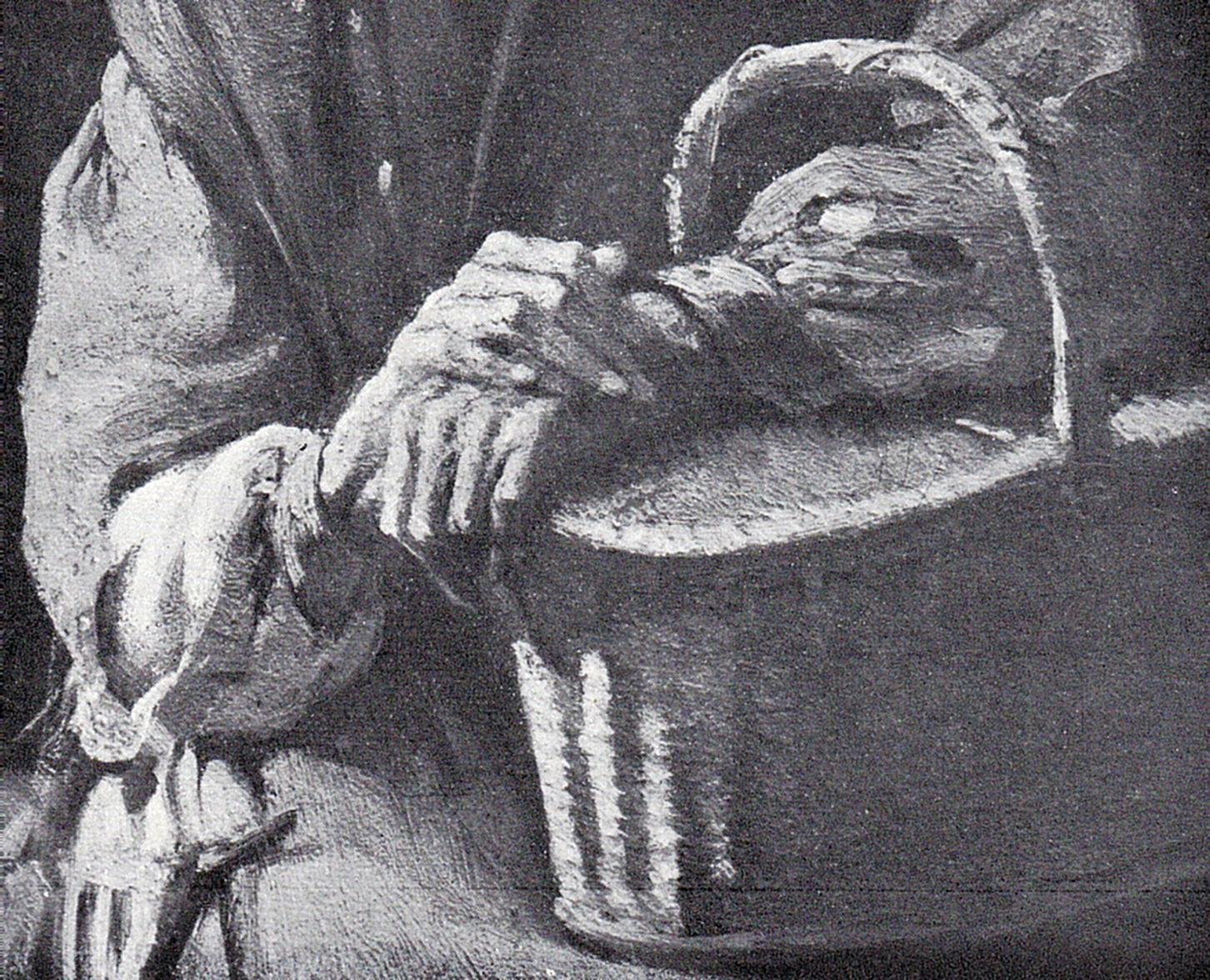
Bătrână cu coșul (Detaliu)
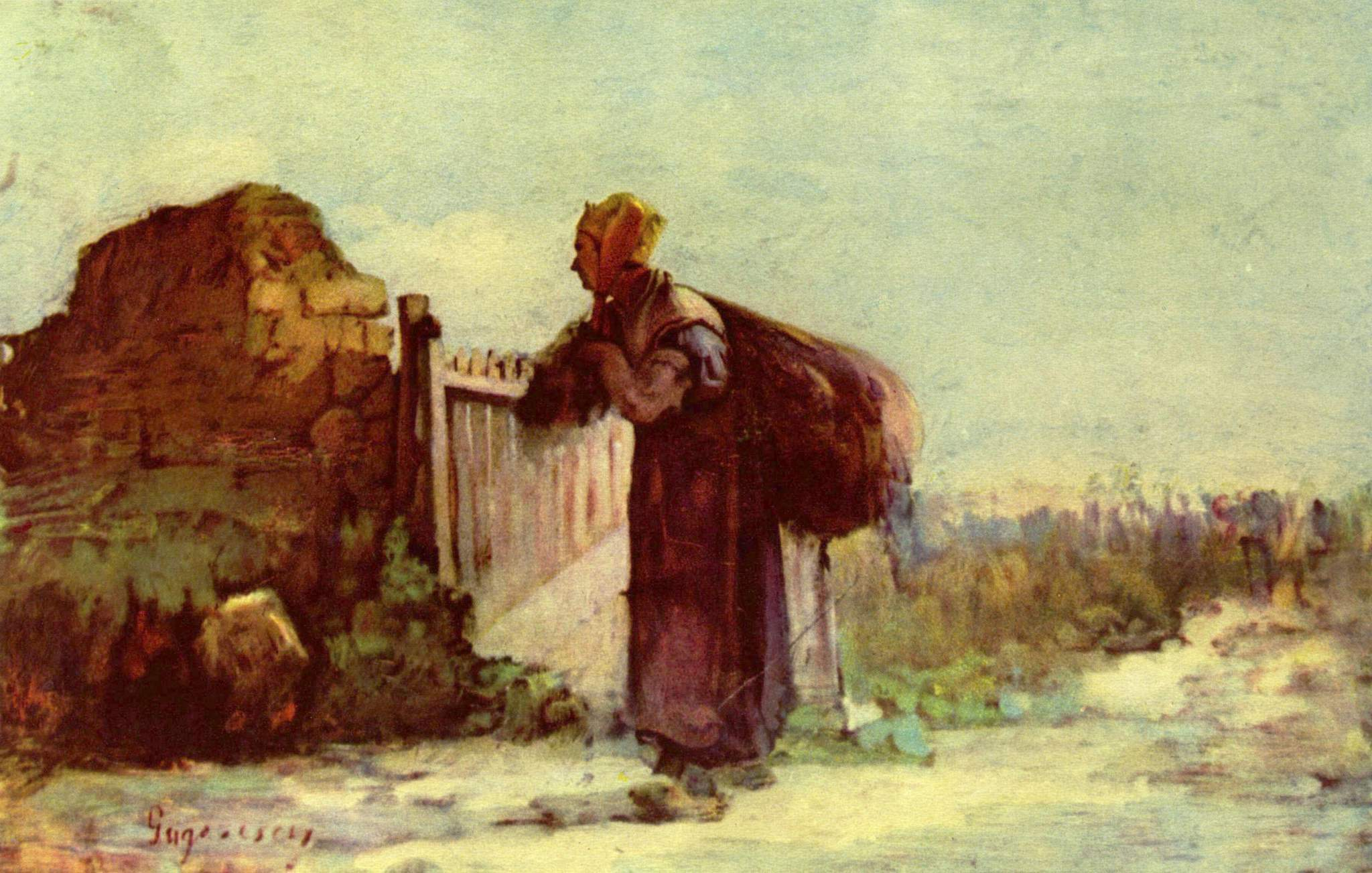
Bătrână cu sacul